# Supercondensador

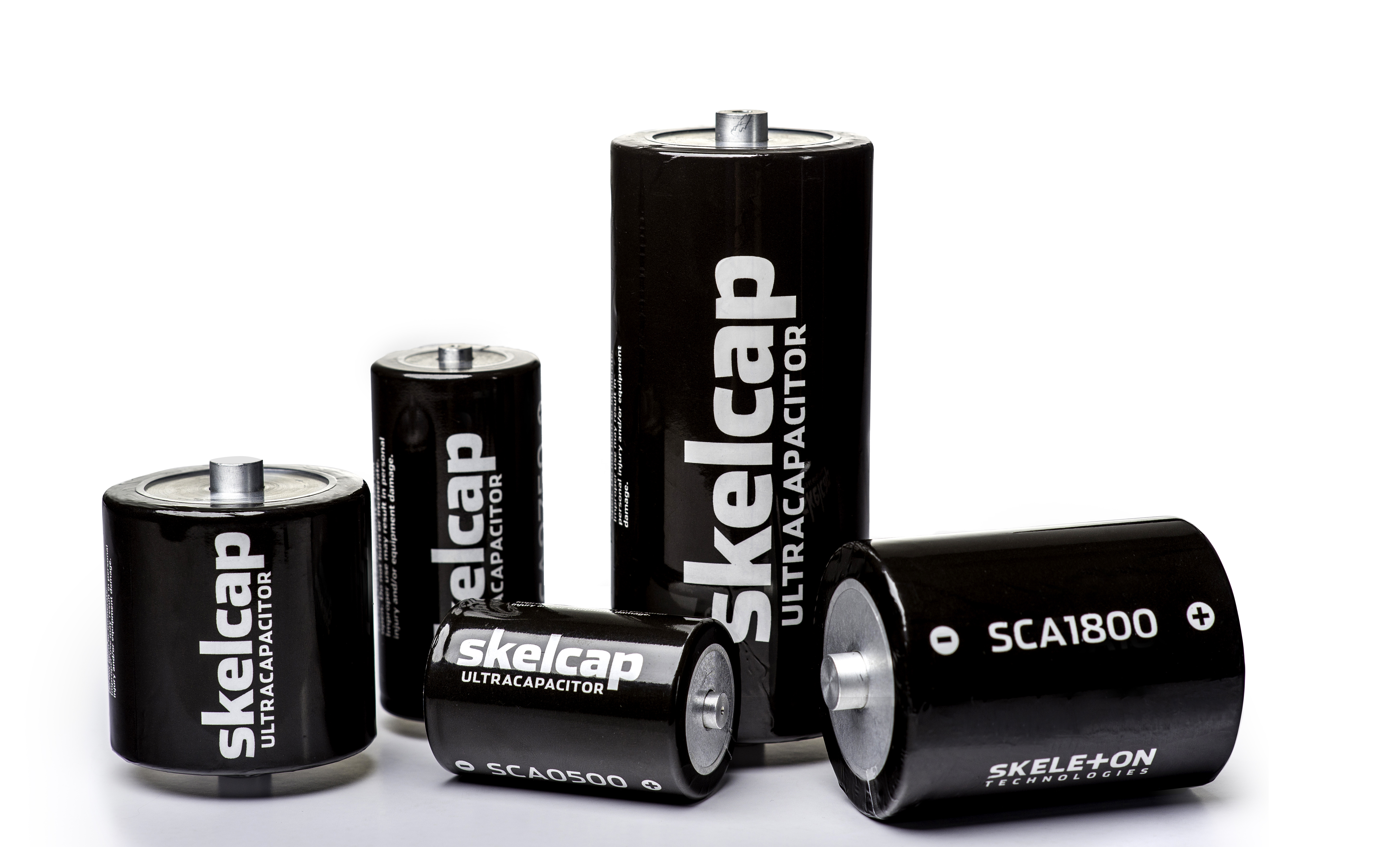
Supercondensadors

Un supercondensador o ultracondensador és un condensador electroquímic que té una densitat d'energia extraordinàriament alta.
Tenen aplicacions en el camp dels vehicles híbrids com a magatzem d'energia suplementari i en el futur estan destinats a substituir les bateries.

## Característiques
Com a magatzem d'energia té diversos avantatges sobre les bateries

### Avantatges
- Alta proporció de càrrega i de descàrrega, per unitat de temps
- Baixa degradació al cap de centenars de milers de cicles (descàrrega/recàrrega)
- Bona reversibilitat
- Baixa toxicitat dels materials emprats
- Alta eficiència del cicle

### Desavantatges
- La quantitat d'energia emmagatzemada per unitat de pes és encara considerablement més baixa que en una bateria electroquímica (3 a 5 Wh/kg d'un supercondensador comparat als 30 a 40 Wh/kg d'una bateria). Però la recerca avança en ambdós camps: Supercondensadors de grafè de 131 Wh/kg a l'Institut de Ciencia i Tecnologia de Gwangju (Corea del Sud).[1]
- El voltatge varia amb l'energia emmagatzemada. Calen sofisticats circuits electrònics i de control per emmagatzemar i recuperar energia de manera efectiva.
- Té la més alta absorció dielèctrica de tots els tipus de condensadors.

## Història
El primer supercondensador, basat en un mecanisme de doble capa, va ser desenvolupat el 1957 per la General Electric fent servir un elèctrode de carboni porós. Es creia que l'energia s'emmagatzemava en els poros de carboni i exhibia una capacitància extraordinàriament alta. El mecanisme no es coneixia a l'època. Va ser l'Standard Oil Company de Cleveland (Ohio) el 1966 la que va patentar un dispositiu que magatzemava energia en una interfase de capa doble.

## Bricolatge

### Supercondensadors degrafè
La Universitat de Califòrnia a Los Angeles ha desenvolupat una tècnica per fabricar grafè en un gravador de DVD's amb tecnologia LightScribe i fer-ne micro-supercondensadors. Recepta. Vídeos. Procés.

### Supercondensadors deNanotubs de Carboni
A la Universitat Stanford, "nanotubs + tinta + paper = bateria en un instant" Vídeo.

## Rècord
Anuncien desenvolupament de supercondensadors de grafè de 10.000 Farad.
La Universitat de Surrey (Anglaterra) anuncia supercondensadors de capacitat 100 cops la dels actuals.

## Supercondensadors als vehicles
Malgrat ser voluminosos els trobem en
autobusos elèctricspermeten fer recorreguts de poques parades per la menor capacitat energètica, però són més barats i duradors que els equipats amb grans bateries.
Per la càrrega, en un cas, equipen amb supercondensadors el sostre de la marquesina de la parada, que es va carregant entre arribades del bus.
vaixells ferryL'Ar Vag Tredan: el primer ferry elèctric amb supercondensadors en lloc de bateria.